# Zutabe
Zutabe («Pilar», en euskera) era el nombre del boletín interno de la organización terrorista ETA.
Se publicaba con la intención de distribuir objetivos e información entre sus miembros y fue fuente de datos utilizados por la policía en numerosas ocasiones para reprimir sus asesinatos, secuestros y extorsiones.
La última edición conocida es de abril de 2018, el mes anterior a su disolución. En él asumió la autoría de 758 muertes y 2606 acciones, incluidas dos que en su momento no reconoció: la muerte de tres personas en 1981 en Tolosa tras confundirlas con policías, y la explosión en una cafetería de la calle Correo de Madrid en la que murieron 13 personas. Asumió además que el atentado de Hipercor fue «el mayor error y desgracia».
El primer boletín de ETA fue Zutik («En pie»), que comenzó a publicarse en 1962.